# Катастрофа Boeing 727 под Боготой
Катастрофа Boeing 727 под Боготой — крупная авиационная катастрофа, произошедшая в понедельник 20 апреля 1998 года в окрестностях Боготы (Колумбия) с самолётом Boeing 727—230/Adv компании TAME, взятый в мокрый лизинг компанией Air France. В происшествии погибли 53 человека.

## Самолёт

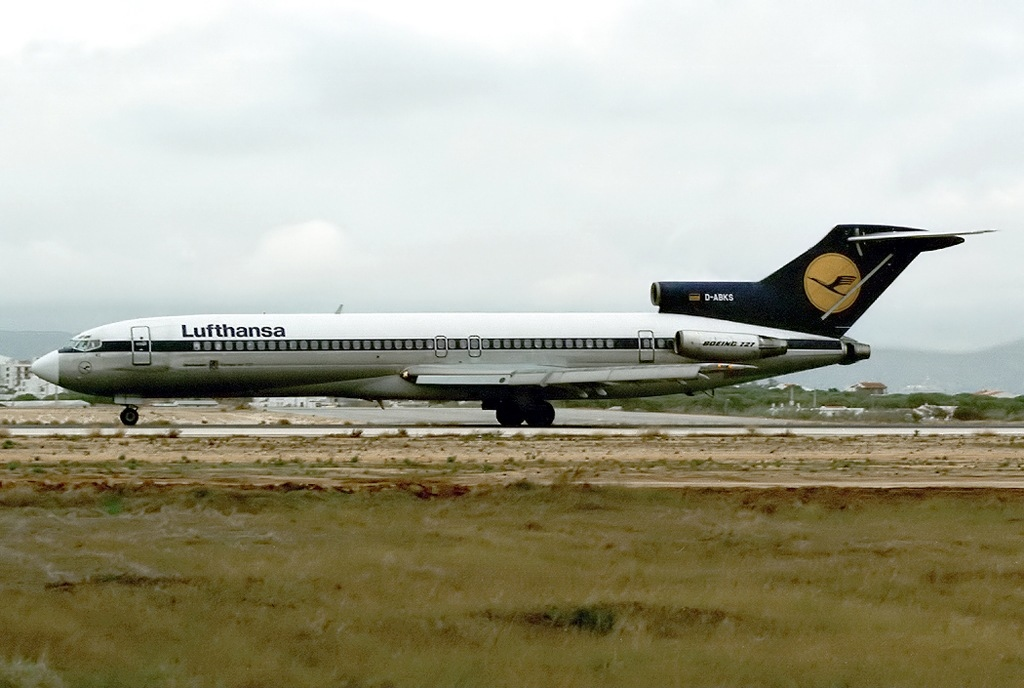
Разбившийся самолёт в период работы в Lufthansa (1990 год)

Boeing 727—230 Advanced с бортовым номером HC-BSU (заводской — 21622, серийный — 1431) выпущен корпорацией The Boeing Company в 1979 году и первый полёт совершил 3 января. Имел три турбореактивных двигателя модели Pratt & Whitney JT8D-15, развивавшие силу тяги по 15 500 фунтов. Первым собственником самолёта стала немецкая компания Lufthansa, которая получила его 12 января и в которой он эксплуатировался с бортовым номером D-ABKS. 9 сентября 1993 года самолёт поступил эквадорской TAME, в связи с чем был перерегистрирован и получил новый бортовой номер HC-BSU. На момент катастрофы авиалайнер имел 34 586 часов налёта и 26 475 посадок.
Авиалайнер был взят в мокрый лизинг компанией Air France и выполнял полёты на отрезке Кито — Богота — Кито. Межконтинентальный рейс AF422 от Парижа до Кито выполнялся по большей части маршрута авиалайнерами A340. Однако, так как пассажиропоток между Боготой и Кито относительно невысок, то использовать на этом участке вместительные самолёты было экономически необоснованно, поэтому A340 летали только до Боготы, а дальше пассажиры до Кито пересаживались на самолёты поменьше, которые Air France брала в лизинг у местных компаний.

## Катастрофа
Самолёт выполнял рейс AF422 из Боготы в Кито. На его борту находились 10 членов экипажа и 43 пассажира. В Боготе шёл дождь, небо было закрыто кучевыми облаками высотой 2300 футов (700 метров), дул западный умеренный ветер (270° 5 узлов). Боинг взлетел с ВПП 13L и начал выходить из воздушной зоны аэропорта по схеме Жирардо 1 (Girardot 1 или сокращённо GIR 1). Согласно этой схемы авиалайнер после полёта по прямой на протяжении двух миль (3 с половиной километра) должен был выполнить поворот на 90° в сторону радиомаяка Ромео (Romeo).
Однако в нужной точке экипаж не выполнил поворот и продолжал лететь по прямой на восток, пока в 6,3 милях (10 километрах) от аэропорта не врезался в гору Сьерро-эль-Кабле (исп. Cerro el Cable) высотой 10 170 футов (3,1 километра) в 150 футах (46 метров) ниже вершины, что примерно на 1640 футов (500 метров) выше уровня аэродрома. При ударе самолёт полностью разрушился, все 53 человека на борту погибли.
Рейс AF422 Париж — Богота по данным на 2013 год выполняется самолётами A340.

## Причина
По заключению колумбийской комиссии причиной катастрофы стала дезориентация экипажа, в результате чего тот не выдержал схему выхода GIR 1, продолжая сохранять направление полёта до столкновения с горами.